# Athlétisme en France

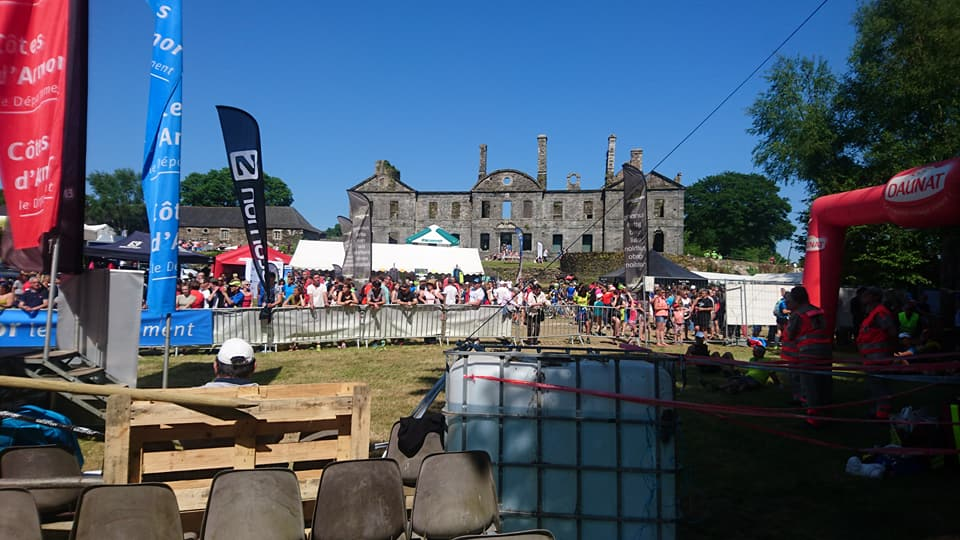
L'abbaye de Bon Repos lors du trail de Guerlédan.

L'athlétisme est géré en France par la Fédération française d'athlétisme fondée le 20 novembre 1920. Présidé par Bernard Amsalem depuis 2001, elle regroupe plus de 200 000 licenciés en 2010. En juillet 2011, une enquête réalisé pour le ministère des Sports révèle que l'athlétisme est le troisième sport le plus aimé en France derrière le handball et la natation.
L'équipe de France d'athlétisme représente la France dans les compétitions internationales, comme les Jeux olympiques, les championnats du monde, les championnats d'Europe ou la Coupe d'Europe, notamment.
Au niveau national, des compétitions individuelles et interclubs existent. Les championnats de France d'athlétisme sont les plus importants.

## Histoire
Les Olympiades de la République de 1797 à 1799 firent la part belle à l'athlétisme. L'épreuve reine de ces compétitions sportives est d'ailleurs une course à pied. En 1798, et pour la première fois dans le domaine sportif, le système métrique est utilisé et les courses sont chronométrées à l’aide de deux montres marines.
Les courses à pied restent très prisées au XIXe siècle, et elles sont même dotées de prix en espèces dès 1853. Pendant trois décennies, les coureurs professionnels français s'affublent de surnoms comme « Cerf Volant », « L’homme éclair » ou « l’homme vapeur ». 
Au milieu des années 1880, Georges de Saint-Clair et Ernest Demay lancent une campagne de « purification » de l'athlétisme français et obtiennent l'interdiction de ces courses professionnelles. En réaction à cette politique de « purification », l'Union des sociétés professionnelles d'athlétisme est créée à Paris. Les tenants du sport amateur fondent en 1887 l’Union des sociétés françaises de course à pied (USFCP) qui devient en 1889, l’Union des sociétés françaises de sports athlétiques (USFSA). Les clubs parisiens du Racing Club de France et du Stade français sont à la base de cette fondation.
En 1920, la Fédération française d'athlétisme voit le jour le 20 novembre par regroupement des différentes unions existantes avant la guerre. C'est toutefois l'USFSA qui sort gagnante de cette fusion en matière d'athlétisme. La FFA est reconnue « d'utilité publique » par décret du 7 avril 1925. Elle rassemble alors près de 800 sociétés et couvre aussi le basket-ball dont elle se séparera en 1933.

## Compétitions
La Fédération française d'athlétisme organise chaque année des Championnats de France sur piste, en salle et sur route pour chaque catégorie d'âge, les Championnats de France « élite » étant la compétition sénior la plus élevée. Il existe aussi tout un système pyramidal de compétitions qui permettent à terme de participer aux championnats de France.

## Palmarès
La France a récolté en tout quatorze titres olympiques en athlétisme (sur 61 médailles olympiques) et autant de titres de champion du monde (44 médailles lors des championnats du monde).

## Records du monde
Anciens records du monde masculins en plein air ayant été détenus par un Français. 
| Discipline       | Performance          | Athlète                                                              | Lieu               | Date                                      |
| ---------------- | -------------------- | -------------------------------------------------------------------- | ------------------ | ----------------------------------------- |
| Saut à la perche | 3,69 m               | Fernand Gonder                                                       | Paris              | 23 juin 1904                              |
| Saut à la perche | 3,74 m               | Fernand Gonder                                                       | Bordeaux           | 6 août 1905                               |
| 10 000 m         | 30 min 58 s 8        | Jean Bouin                                                           | Paris              | 16 novembre 1911                          |
| Heure            | 19,021 9 km          | Jean Bouin                                                           | Stockholm          | 6 juillet 1913                            |
| 20 km marche     | 1 h 37 min 57 s      | Émile Anthoine                                                       | Paris              | 13 juillet 1913                           |
| 800 m            | 1 min 50 s 6         | Séraphin Martin                                                      | Paris              | 14 juillet 1928                           |
| 1 500 m          | 3 min 49 s 2         | Jules Ladoumègue                                                     | Paris              | 5 octobre 1930                            |
| 100 m            | 10 s 0               | Roger Bambuck                                                        | Sacramento         | 20 juin 1968                              |
| 110 m haies      | 13 s 0               | Guy Drut                                                             | Berlin             | 22 août 1975                              |
| Saut à la perche | 5,77 m 5,82 m 5,91 m | Philippe Houvion Pierre Quinon Thierry Vigneron                      | Paris Cologne Rome | 17 juillet 1980 28 août 1983 31 août 1984 |
| 4 × 100 m        | 37 s 79              | Max Morinière Daniel Sangouma Jean-Charles Trouabal Bruno Marie-Rose | Split              | 1er septembre 1990                        |
| Saut à la perche | 6,16 m               | Renaud Lavillenie                                                    | Donetsk            | 15 février 2014                           |
| 50 km marche     | 3 h 32 min 33 s      | Yohann Diniz                                                         | Zurich             | 15 août 2014                              |
| 20 km marche     | 1 h 17 min 02 s      | Yohann Diniz                                                         | Arles              | 8 mars 2015                               |
| Décathlon        | 9126 points          | Kévin Mayer                                                          | Talence            | 16 septembre 2018                         |